# روزيتا كينتانا
روزيتا كينتانا (بالإسبانية: Rosita Quintana)‏ هي ممثلة أرجنتينية، ولدت في 16 يوليو 1925 ببوينس آيرس في الأرجنتين.

## وصلات خارجية
- روزيتا كينتانا على موقع IMDb (الإنجليزية)
- روزيتا كينتانا على موقع ميوزك برينز (الإنجليزية)
- روزيتا كينتانا على موقع قاعدة بيانات الفيلم (الإنجليزية)